# 徐家汇圣依纳爵主教座堂
徐家汇圣依纳爵主教座堂，一度被称天主之母堂，俗称徐家汇大堂或徐家汇天主堂，位于中华人民共和国上海市徐汇区蒲西路158号。该教堂始建于清光绪二十二年（1896年），是一座哥特式建筑，曾被誉为“远东第一大教堂”。1960年时，该教堂成为天主教上海教区的主教座堂。“文化大革命”期间，该教堂曾经遭受严重损毁并被挪作他用；1979年得到整修，并于当年11月恢复宗教功能。以“徐家汇天主堂”为名称，该教堂于1989年9月25日被公布为上海市文物保护单位、上海市优秀历史建筑，后于2013年3月5日被公布为全国重点文物保护单位。

## 历史

### 近代
清咸丰元年（1851年），法国天主教耶稣会教士南格禄在蒲西路120号得到了一块由信仰天主教的徐光启后人转赠的土地，并在此主持修建了一座天主教堂。该教堂被命名为圣依纳爵天主教堂，也被称为徐家汇旧天主堂，教堂内最多可容纳200余人，奉耶稣会创始人圣依纳爵为主保。咸丰九年（1859年），法国耶稣会教士年文思正式成为第一任江南宗座代牧，法国耶稣会自此控制了中国江南地区的天主教管理权。
光绪二十二年（1896年）时，徐家汇附近天主教徒大量增加，原有的旧天主堂已经无法满足弥撒时的容量需求，于是朱耕陶教士等人决定在旧天主堂（现上海教区主教府位置）西南建立一座新的天主教堂。但由于耶稣会资金有限，当时又在筹划徐家汇观象台新楼的建设工程，教堂迟迟不能开工，直至20世纪初才开始动工兴建。该教堂由英国建筑师道达（英語：W.M.Dowdall，一译陶特凡）设计。建筑工程则交由法商上海建筑公司完成。所地由当地的徐光启后人和一户姓陆的人家捐赠。该教堂于宣统二年（1910年）正式建成，也就是今天的徐家汇天主堂。是年10月23日，教堂举行了庆祝典礼和落成后的第一次弥撒。这座新教堂是中国境内第一座完全按照西方建筑风格建造的教堂，曾有“中国教堂之巨擘”、“远东第一大教堂”之称。同期建成的还有教堂前的广场，而建成于道光二十七年（1847年）的藏书楼及此前建成的耶稣会总院成为以该教堂为中心的上海天主教教务中心组成部分。该教堂的建造过程整体历时15年。建成后被命名为“圣依纳爵堂”，而旧天主堂改奉“无原罪始胎圣母”为主保，称无原罪始胎堂，并被作为徐汇公学的宗教场所。
建成之后，包括徐家汇天主堂在内的上海天主教堂的宗教活动、教堂周边教众的宗教活动及部分生活活动全部归属该法国耶稣会掌控。1923年，中国天主教“第一次全国主教会议”曾在徐家汇天主堂举行。抗日战争初期，徐家汇天主堂及其周边地区被上海租界的法租界控制，从主教到教会的主要职务都由法国巴黎耶稣会教士担任，各种教会建筑均悬挂法国国旗，并以保护教堂的名义成立了保卫团。此时徐家汇天主堂连同徐汇中学等建立了难民所，在此期间租界下辖的教堂管理方借“为难民募捐”的名义敛财，所获得的质量较差的物品才会发放到难民手中，其余全部被管理方据为己有。1940年，法、日军事当局达成徐家汇安全区协议，包括徐家汇天主堂在内的徐家汇地区安全由法军移交日军负责。抗日战争胜利后，徐家汇天主堂重新成为法国和美国等国的耶稣会的活跃地带，1949年时，徐家汇天主堂已经成为总铎级教堂。

### 现代

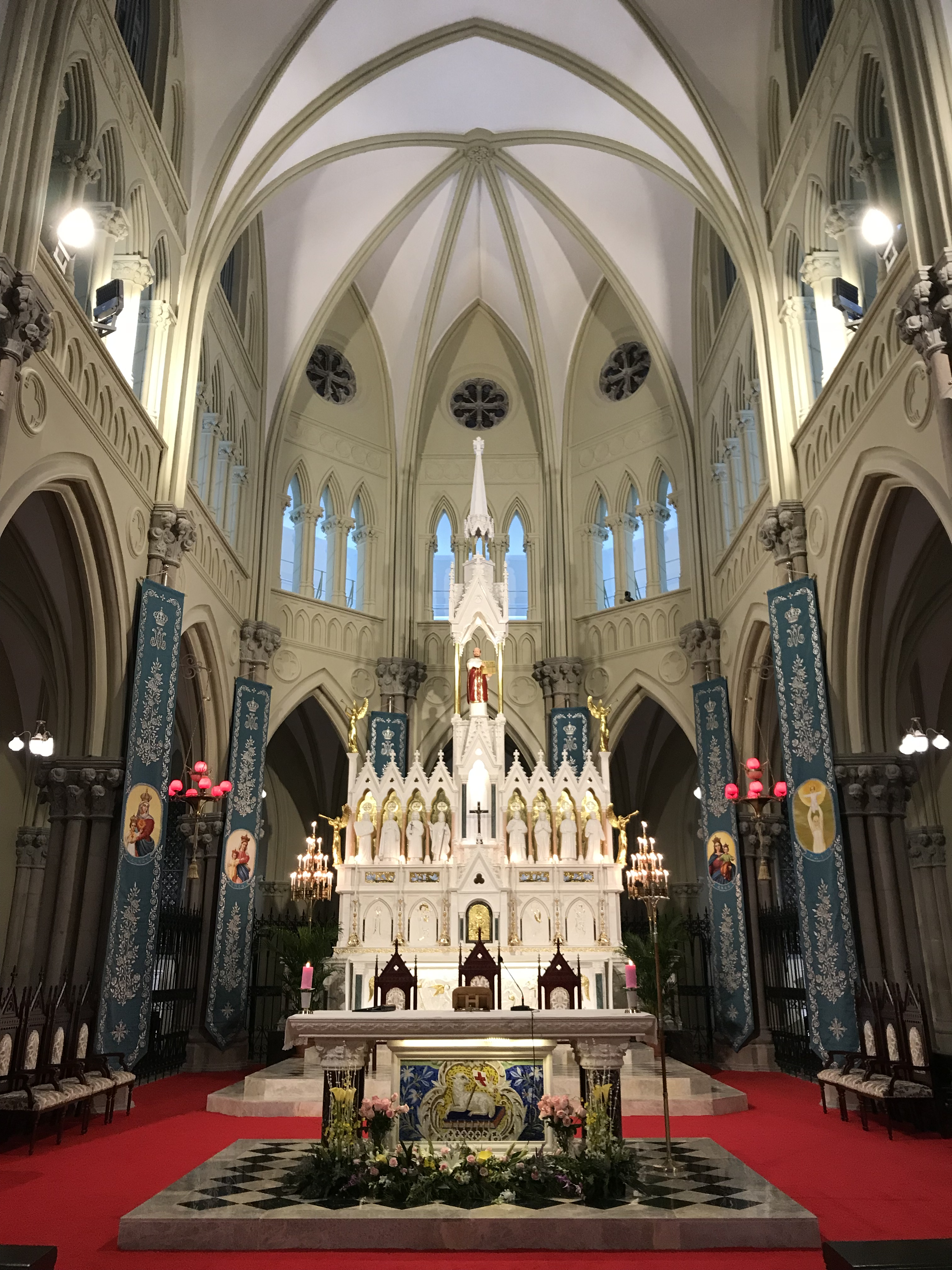
2017年12月16日复堂后的徐家汇天主堂新祭台

1953年，中华人民共和国政府认为“部分天主教教职人员在罗马教廷以及法国、美国耶稣会的指派下从事间谍活动，并以上海各大天主教教堂、神学会和学校为据点，控制了上海当地的天主教宗教活动”，并以此为由驱逐或逮捕了一批天主教教职人员。1955年，解放军征用了作为天主堂附属建筑的藏书楼，并于一年后将藏书楼转交给了上海市图书馆。1956年，上海市天主教界开始脱离罗马教廷，自行组织宗教协会，徐家汇天主堂等教堂开始脱离国外耶稣会和梵蒂冈的控制，转而归属上海市天主教友爱国会会管辖。在这次事件中上海教区与罗马教廷产生了严重冲突。1960年4月，上海市天主教第一届代表会议选举张家树神父为上海教区正权主教，由皮漱石总主教主礼的祝圣主教仪式就在徐家汇天主堂举行，从此徐家汇天主堂成为主教座堂，并改奉“圣母为天主之母”为主保，称天主之母堂。
文化大革命期间，徐家汇天主堂被严重破坏，一对塔尖连同顶部铸铁十字架均被拆除，建筑内部的绘画、雕塑和宗教设施也被严重毁坏，原有的奥地利产管风琴被彻底拆毁，大量宗教书籍和已被国务院定为国家二级文物的木雕祭台、圣像和丝织刺绣艺术品全部被拖到教堂前焚毁，教堂被挪用为上海市果品杂货公司仓库。1979年1月，中共上海市委责成使用单位立刻迁出，还补偿3万元给上海市天主教会作修理费。重新修复的天主堂此后开始对外开放，并于1979年11月在教堂被抢救性整理出的两间厅堂内正式恢复正常的宗教活动。1980年圣诞节前夕，徐家汇天主堂完成主体建筑的修缮，张家树主教主持圣诞节大礼弥撒，千余教徒恭与弥撒。1982年8月，两座各重达13吨的十字铁塔架，重新安装到钟楼上，钟楼也修复完毕，但在修复玻璃彩窗时，因玻璃原有的制造者土山湾孤儿工艺院已经不存在，从国外进口开销又过于巨大，只得由神父自己制作，制成的彩色玻璃其色彩质量均与原玻璃有较大的差距。

## 建筑

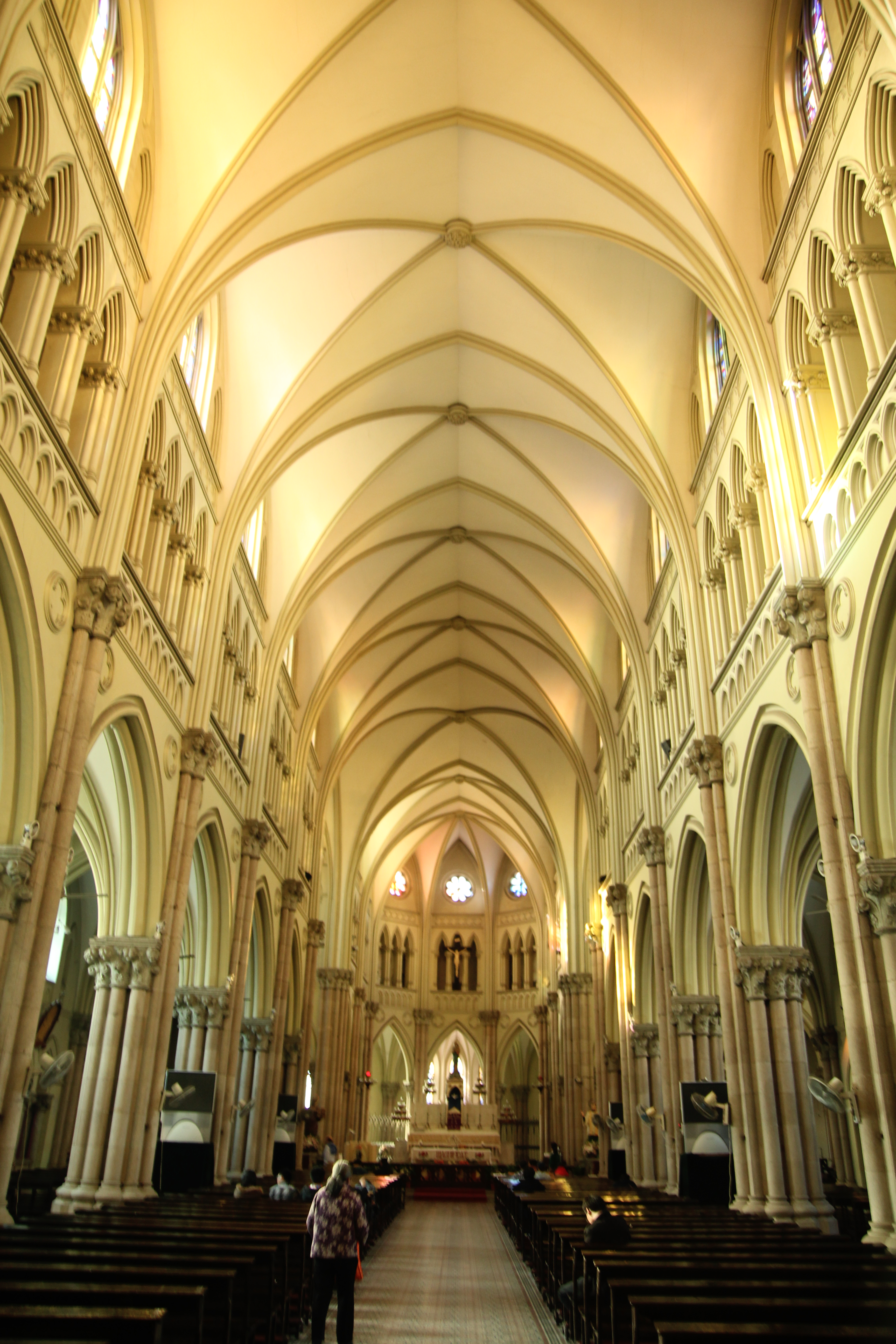
徐家汇天主堂内景

徐家汇天主堂为砖木结构建筑，占地6670平方米，建筑面积2690平方米。堂顶有2座尖塔形钟楼，每座钟楼均高60米。尖塔高出堂脊约31米，尖顶处铺有淡紫灰色石片瓦，塔尖的建筑风格为典型的哥特式建筑。教堂正门朝东开启，门上面有4座圣史（圣玛窦、圣马尔谷、圣路加、圣若望）雕像，正中设耶稣抱十字架大石像。堂顶周围设置有天沟，天沟中的水可从墙四周所设的石兽嘴里喷出来。建筑平面呈拉丁十字型，室内大方砖铺地，堂脊高27至28米，宽30米，教堂内长度79米，大祭台处连同两个侧厅宽44米，可容纳2500人。教堂内设有19座小堂，为典型的大型宗教祭坛形式，其中的圆雕、供奉雕塑都是现代仿古典雕塑。大祭台在教堂后部的中央，上方有耶稣、圣母像，祭坛上还有电子风琴。大堂两边有小型的祈祷堂，为1919年复活节时从巴黎运来的原物。堂内共有大小楹柱64根，每根柱是用10根金山石小圆柱拼合而成的。门窗樘的造型为高直式尖拱，玻璃窗上的图案为铅条彩色圣像，所有线脚、花饰、雕刻均为大理石。堂中央东西两面的大窗都装以彩色玻璃，造型为尖券式。教堂外墙用红砖砌筑，墙基勒脚部分则改用青石。

## 相关活动
1979年后在徐家汇天主堂举行的宗教活动与该教堂初建时并无太大区别，主要的仪式有圣洗、坚振、圣体、告解、终傅、神品、婚配七大圣事，在耶稣圣诞、耶稣复活、圣神降临和圣母升天等天主教会四大瞻礼日时也有相关的纪念活动，其中在耶稣圣诞节时，教堂会搭圣马槽供教徒朝拜。该教堂的弥撒时间为：平日（周一至周六）7:00、19:00；主日（周六）16:30、18:00；（周日）7:30；10:00；12:00（英文弥撒）；18:00。
1979至1990年，来徐家汇大堂参观访问、了解宗教情况和旅游活动的外宾有5万多人次。其中较为重要的参访者有1986年来访的南非圣公会图图大主教，1987年11月来访的菲律宾辛海棉枢机，1989年3月来访的香港神圣研究中心副主任任致远神父带领的神父、修女、教友代表团，以及1990年7月来访的台中教區王愈榮主教率领的神父、修女、教友代表团等。1989年时，在该教堂中还曾举行的徐光启学术研讨会。
2017年12月16日，为了庆祝徐家汇天主堂重新全面修缮工程结束并启用，在大堂内隆重举行了教堂重新启用感恩弥撒，弥撒由天主教上海教区市区总铎区总铎吴建林神父主礼，上海教区五十余位神父及一位外籍神父共祭，上海教区的修士、修女及教友共2千多人参与了弥撒礼仪。
2024年12月28日，沈斌主教于徐家汇天主堂主持2025禧年开幕弥撒，隆重开启教区圣年。弥撒由顾张军神父、谢慧敏神父襄礼，教区全体神父修女和一千余名教友参与弥撒。沈斌主教宣布，将市区总铎区徐家汇天主堂；嘉青松总铎区佘山圣母大殿；浦东总铎区唐墓桥天主堂、金家巷天主堂；崇明总铎区高宅蔡天主堂；浦南总铎区南上海天主堂列入上海教区2025禧年的六大朝圣地。

## 保护
1989年9月25日，徐家汇天主堂被上海市人民政府公布为第五批上海市文物保护单位、第一批上海市优秀历史建筑，同时以漕溪北路、紫阳路和天主堂西侧、北侧30米的区域之内被划定为保护范围，漕溪北路、南丹路、镇南街西100米以及徐镇路之间的区域被划定为控制地带。2012年，包括徐家汇天主堂在内的徐家汇源景区正式建立，并被确定为国家4A级旅游景区，周边商业环境等也得到了整治和开发。
2013年3月5日，徐家汇天主堂被国务院公布为第七批全国重点文物保护单位，徐汇区人民政府随即组织人员对这座教堂展开大修，主要针对风化等原因对建筑造成的损坏，工期约为8个月的时间，修缮期间天主堂不对外开放。与教堂同期建造完成的徐家汇教堂广场也同期开始了与教堂相配套的整修工作，为广场上增添绿色植被，同时对广场周围部分建筑进行搬迁，以展示教堂原先被遮蔽的南立面。同年10月，为了保护徐家汇天主堂等著名建筑，徐家汇源景区的管理方决定将景区的开放方式改为预约参观，以此来控制游客流量。2015年，这些涉及教堂及周边的改造项目被列为上海首批城市更新试点。同年8月24日，在等待上海轨道交通11号线完成沉降等多方面因素落实之后，拖延了数年之久的徐家汇天主堂整体修缮工程正式启动，修缮工程包括天主堂的主楼和辅楼，修缮步骤分内外两部分并由外到内进行，外部修缮的重点在于外墙分化和白蚁蛀蚀导致的漏水等问题，内部修缮的重点则在于窗花的重新恢复和恢复方砖地坪等。，2017年12月初，徐家汇天主堂完成了历时两年半的整体修缮工程，此次修缮使徐家汇天主堂最大程度地恢复了新古典主义时期法国哥特复兴风格的建筑原貌。